# جائحة فيروس كورونا في تريبورا 2020
تم الإبلاغ عن أول حالة لجائحة كوفيد-19 في الهند في 30 كانون الثاني 2020، مصدرها الصين. انتشر الوباء ببطء إلى مختلف الولايات والأقاليم بما في ذلك ولاية تريبورا. سُجَّلت الحالة الأولى في هذه المنطقة في 6 نيسان .

## خلفية
في 12 يناير 2020، أكدت منظمة الصحة العالمية عن ظهور فيروس كورونا المستجد كسبب للمرض التنفسي الذي أصاب مجموعة من الأشخاص في مدينة ووهان، مقاطعة خوبي، الصين، إذ أُبلغ عنهم إلى منظمة الصحة العالمية في 31 ديسمبر 2019. كانت نسبة الوفيات بين الحالات المُشخصة بكوفيد-19 أقل بكثير من جائحة فيروس سارس في عام 2003، لكن انتقال العدوى كان أكبر، والوفيات أيضًا.

## الجدول الزمني

### أيار 2020
- حتى 23 أيار ، بلغ العدد الإجمالي للحالات في تريبورا 191 حالة ، بما في ذلك 39 حالة نشطة و 152 حالة شفاء .

### حزيران 2020
- حتى 3 حزيران ، كان إجمالي عدد الحالات في تريبورا 520 ، بما في ذلك 347 حالة نشطة و 173 حالة شفاء .
- وحتى 4 حزيران ، بلغ العدد الإجمالي للحالات 646 حالة ، بما في ذلك 473 حالة نشطة و 173 حالة شفاء.
- في 7 حزيران ، بلغ العدد الإجمالي للحالات 802 حالة ، بما في ذلك 610 حالات نشطة و 192 حالة شفاء.
- في 12 حزيران ، بلغ العدد الإجمالي للحالات 1000 حالة. وهذا يشمل 721 حالة نشطة و 278 حالة شفاء . توفي شخص واحد بسبب فيروس.
- وحتى 19 حزيران ، بلغ العدد الإجمالي للحالات 1154 حالة ، بما في ذلك 514 حالة نشطة و 639 حالة شفاء. توفي شخص واحد بسبب فيروس.
- وحتى 24 يونيو ، كان إجمالي عدد الحالات 1263 ، بما في ذلك 358 حالة نشطة و 904 حالة شفاء . توفي شخص واحد بسبب الفيروس.

## اختبار العينة
| COVID-19 pandemic in Tripura by districts | COVID-19 pandemic in Tripura by districts | COVID-19 pandemic in Tripura by districts | COVID-19 pandemic in Tripura by districts | COVID-19 pandemic in Tripura by districts | COVID-19 pandemic in Tripura by districts | COVID-19 pandemic in Tripura by districts |
| S.No.                                     | منطقة                                     | الحالات المصابة حاليا                     | شفي / خرج / هاجر                          | حالات الوفاة                              | إجمالي الحالات                            |                                           |
| ----------------------------------------- | ----------------------------------------- | ----------------------------------------- | ----------------------------------------- | ----------------------------------------- | ----------------------------------------- | ----------------------------------------- |
| 1                                         | Sipahijala                                | 264                                       | 272                                       | 0                                         | 536                                       |                                           |
| 2                                         | الضالعي                                   | 5                                         | 200                                       | 0                                         | 205                                       |                                           |
| 3                                         | غرب تريبورا                               | 72                                        | 74                                        | 1                                         | 147                                       |                                           |
| 4                                         | جوماتي                                    | 38                                        | 83                                        | 0                                         | 121                                       |                                           |
| 5                                         | تريبورا الجنوبية                          | 32                                        | 69                                        | 0                                         | 101                                       |                                           |
| 6                                         | Unakoti                                   | 19                                        | 49                                        | 0                                         | 68                                        |                                           |
| 7                                         | خواي                                      | 15                                        | 26                                        | 0                                         | 41                                        |                                           |
| 8                                         | تريبورا الشمالية                          | 8                                         | 13                                        | 0                                         | 21                                        |                                           |
| مجموع                                     | مجموع                                     | 453                                       | 786                                       | 1                                         | 1240                                      |                                           |
| اعتبارًا من 22 يونيو 2020                  |                                           |                                           |                                           |                                           |                                           |                                           |